# Ashkal, els crims de Tunísia
Ashkal, els crims de Tunísia (àrab: أشكال, Axkāl) és una pel·lícula tunisiana de 2022 dirigida per Youssef Chebbi. S'ha doblat i subtitulat al català.
Va guanyar el premi Antígona d'or, el premi de la crítica i el premi a la millor música al Festival de Cinema Mediterrani de Montpeller de 2022.

## Sinopsi
Quan comencen a aparèixer cadàvers calcinats sota els enormes edificis de formigó d'un barri tunisià, dos policies es veuen immersos en aquest intrigant thriller en el qual cap tot, fins i tot algun toc sobrenatural. Als Jardins de Cartago, un barri de Tunísia creat per l'Antic Règim, la construcció del qual es va detenir al començament de la Revolució, dos policies troben un cos calcinat en un dels solars. A mesura que la construcció de la zona es reprèn lentament, comencen també a investigar aquest misteriós cas. Quan l'esdeveniment es repeteix, el cas fa un gir desconcertant.

## Repartiment
- Fatma Oussaifi: Fatma
- Mohamed Grayaâ: Batal
- Rami Harrabi: l'home de la caputxa
- Hichem Riahi: Lassaad
- Nabil Trabelsi: Bouhlel Jilani
- Bahri Rahali: Jilani
- Oumayma Meherzi: Lilia
- Ghalia Jebali: Aya
- Aymen Ben Hmida: Amir
- Adel Monam Khemis: Sami
- Barrie Marleen: Fanta